# Macrodorcas ursulae
Macrodorcas ursulae là một loài bọ cánh cứng trong họ Lucanidae. Loài này được Schenk mô tả khoa học năm 1996.